# Аффиксация в башкирском языке
Аффиксация в башкирском языке - способ образования слов в башкирском языке с помощью аффиксов. Аффиксация в башкирском языке считается основным средством образования грамматических форм слова. 
Аффиксом является служебная морфема, присоединяемая к корню слова в процессах словоизменения и словообразования. В башкирском языке  порядок расположения аффиксов фиксирован.  Аффиксация характеризуется вариативностью звукового облика, обусловленного сингармонизм:  -лар/-ләр: «бала-лар» (дети) — «кеше-ләр» (люди); -һы/-һе: «баҡса-һы» (его сад) — «күрше-һе» (его сосед) и т.д.
В башкирском языке аффиксы  разделяются на:
- словообразовательные аффиксы, служащие для образования производных слов: «таш» (камень) — «таш-лы» (каменистый), «таш-сы» (каменщик), «таш-сыҡ» (камушек)
- формообразовательные аффиксы, служащие для образования грамматических форм слова: «ат» (конь) — ат-тар» (кони), «ат-тар-ыбыҙ» (наши кони), «ат-тар-ыбыҙ-ҙың» (у наших коней).

Формообразующие аффиксы характеризуются полисемантичностью и полифункциональностью. Присоединившись к корню /или формообразующей основе/ слова, они меняют его лексическое и грамматическое значения. В результате в рамках той же части речи образуется новая морфологическая категория с добавочным оттенком лексического значения. По этой причине данный вид аффиксов называют аффиксами «функционально-грамматического словообразования». Формообразующие аффиксы, как и словообразующие, напрямую не связаны с синтаксическим употреблением слов.
К формообразующим можно отнести следующие аффиксы морфологических категорий:
- аффиксы категорий наклонения и времени: ҡал-ды, ҡал-ған, ҡал-а, ҡал-ыр, ҡал-асаҡ;
- аффиксы неличных форм глаголов: кил-еү, кил-еү-се, кил-еп, кил-гәс, кил-ергә и т.д.;
- аффиксы категории залога: таб-ыл-, тап-тыр- (ҡара-т-, там-ыҙ-, ет-кер-, үт-кәр-, ят-ҡыҙ-, күр-һәт-, беш-ер-), таб-ыш-;
- аффиксы, выражающие субъективную оценку: Ашҡаҙар-ҡай, ил-кәй, ҡош-соҡ и т.д.;
- аффиксы категории множественности /числа/ (кроме личных форм глагола): бала-лар, етеҙ-ҙәр, дүртенсе-ләр;
- аффиксы категории степени качества: аҡ-hыл, ағ-ыраҡ;
- аффиксы категории количественной соотнесённости: ун-ар, ун-ау, ун-ынсы, ун-лап; 8) аффиксы категории утверждения-отрицания: уҡы- – уҡы-ма, ҙ- –яҙ-ма.
- аффиксы принадлежности.

Аффиксы принадлежности после основ, оканчивающихся на гласные:
Eдинственное число: 1-е лицо: 	-м: балам 'мой	ребенок’, кәмәм 'моя лодка’; 2-е лицо: -ң: балаң 'твой	ребенок’, кәмәң 'твоя лодка’; 3-е лицо: -hө, -he, -ho, -he: балаһы 'его ребенок’, кәмәһе 'его лодка’.
Mножественное число:  1-е лицо: -быҙ -беҙ, -боҙ, -бөҙ: балабыҙ 'наш ребенок’,	кәмәбеҙ	'наша	лодка’; 2-е лицо: -ғыҙ, -геҙ, -ғоҙ,	-гөҙ: балагыҙ 'ваш ребенок’,	кәмәгеҙ	'ваша	лодка’; 3-е лицо: -лары, -ләре: балалары 'их ребенок’, или 'их дети’, кәмәләре 'их лодка’ или 'их лодки’.
Аффиксы принадлежности после слов, оканчивающихся на согласные:
Eдинственное число: 1-е лицо: 	-м: балам 'мой	ребенок’, кәмәм 'моя лодка’; 2-е лицо: -ң: балаң 'твой	ребенок’, кәмәң 'твоя лодка’; 3-е лицо: -hы, -he, -ho, -hө: балаһы 'его ребенок’, кәмәһе 'его лодка’.
Mножественное число:  1-е лицо: -ым, -ем, -ом, -өм: ҡылысым- 'моя сабля’, өйөм 'мой дом’. ; 2-е лицо: -ың, -ең, -оң, -өң: ҡылысың 'твоя сабля’, өйөң 'твой дом; 3-е лицо: ы, -е, -о, -ө: ҡылысы 'его или их сабля’, өйө 'его или их дом’.
Аффиксы принадлежности присоединяются к основе слова, а при наличии показателей мн. числа — после них.
В башкирском языке часто происходит переход формообразующих и словоизменительных аффиксов в разряд словообразующих.
Использование формообразующих аффиксов башкирского языка в словообразовании:
- аффикс как формообразующий показатель совместного залога -ш используется и в словообразовательных целях: бел- `знай` – бел-еш `справься`, һуҡ- `бей, ударь` – һуғ-ыш `война, воевать` и т.д.;
- аффикс множественности /числа/ -лар/-ләр (с фонетическими вариантами), присоединяясь к топонимическим наименованиям, обозначает коллектив людей, живущих на этой территории;
- аффикс как показатель отглагольных прилагательных. Аффикс -ар/-әр на более раннем этапе развития языка являлся формообразующим аффиксом причастия будущего времени: ос-ар (ҡоштар) `перелётные птицы`, эс-әр (һыу) `питьевая вода` и т.д.;
- некоторые деепричастия с аффиксом -а/-ә в современном башкирском языке употребляются в качестве наречий: ҡырҡ-а `резко`, ҡутар-а `сильно, помногу` и т.д.